# Lumbini
Pour la zone, voir Lumbinî (zone).

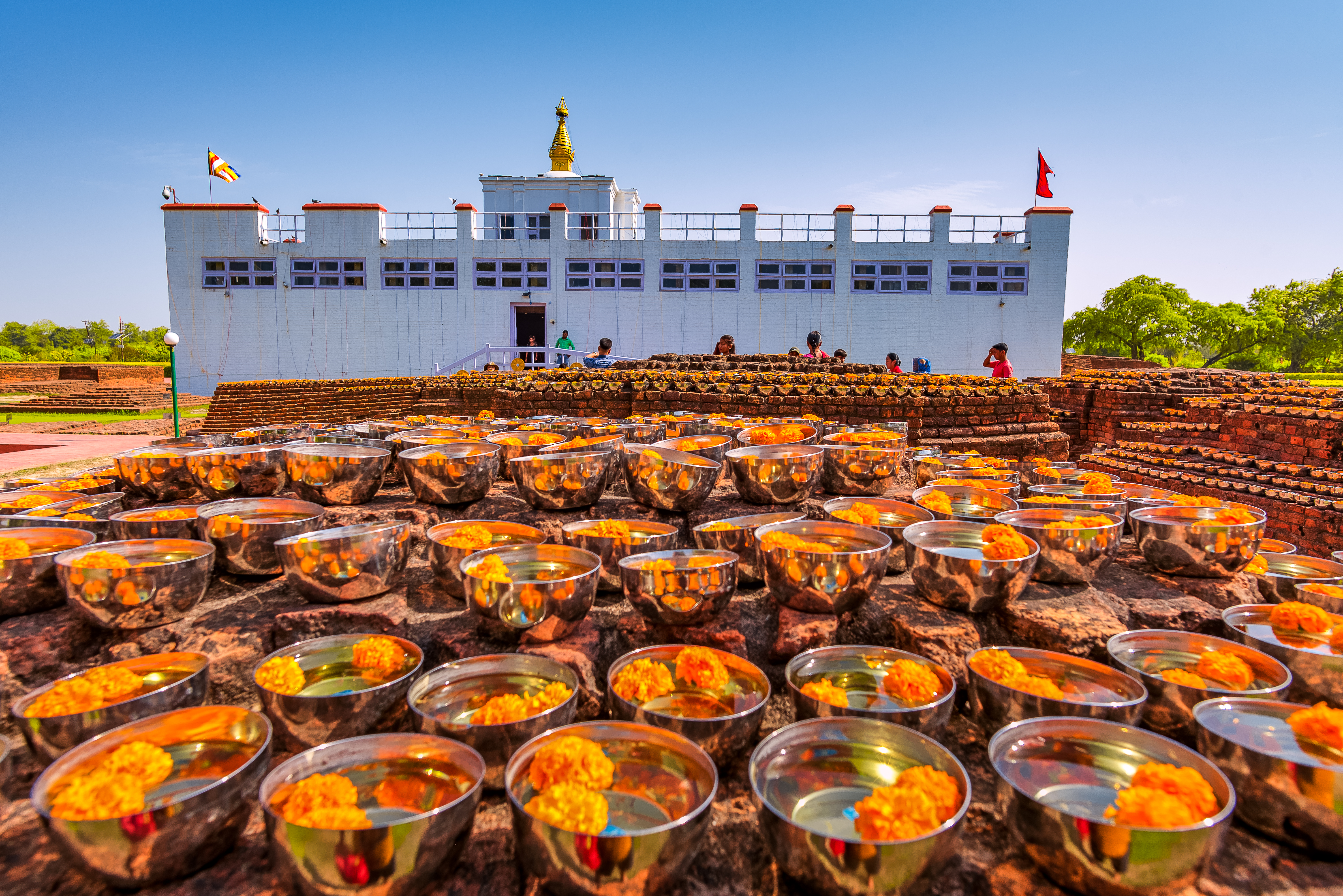
Cœur spirituel de Lumbini, le temple Maya Devi marque le lieu où la reine Maya Devi a donné naissance à Siddhartha Gautama vers 563 av. J.-C. Dans le jardin sacré adjacent, se trouve le pilier d’Ashoka, les anciennes ruines des stupas, et des moines qui se rassemblent sous un arbre de Bodhi (Pipal) décoré de drapeaux de prière. Juin 2019.

Lumbini ou Loumbini (en népalais : लुम्बिनी ) — nom moderne Rummindei — est un village situé au Népal, dans le district de Rupandehi (région du Teraï), près de la frontière avec l'Inde. Il est considéré comme le lieu de naissance de Siddhartha Gautama (qui deviendra par la suite le Bouddha), sa mère ayant accouché là alors qu'elle était en déplacement. Lumbini est de ce fait l'un des quatre lieux saints du bouddhisme, et il est un lieu de pèlerinage extrêmement important pour le bouddhisme, et il attire les bouddhistes du monde entier. 
Au début des années 1970, à l'initiative de U Thant (alors secrétaire général des Nations unies et bouddhiste convaincu) les autorités népalaises ont chargé le célèbre architecte japonais Kenzô Tange de développer un vaste projet architectural destiné à « exprimer le message universel de paix et de compassion du Bouddha ». Le site a été classé au patrimoine mondial de l'UNESCO en 1997 : liste du patrimoine mondial au Népal.

## La naissance
Alors que le terme de sa grossesse était proche, la reine Maya Devi quitta Kapilavastu, où elle vivait, pour se rendre chez ses parents, dans la maison desquelles elle comptait accoucher. Mais le travail de l'accouchement se déclencha plus tôt que prévu, alors qu'elle passait par Lumbini, et c'est là qu'elle mit au monde son enfant. 
Le Mahaparinirvana sutra (composé vers 300, et faisant partie du courant Mahâyâna) affirme que Lumbini est le premier des quatre lieux de pèlerinage du bouddhisme que les bouddhistes doivent visiter, les trois autres étant Bodhgaya dans le Bihar (lieu de l'Éveil), Sarnath (où il donna son premier enseignement mit en mouvement de la roue du Dharma) et Kushinagar où il entra en parinirvana, ces deux derniers lieux étant en Uttar Pradesh.

## Redécouverte
En 1896, des archéologues menés par Alexander Cunningham, guidés par le carnet de voyage du pèlerin chinois Faxian, découvrent en cet endroit un grand pilier en pierre de 6 m de haut, érigé par le roi Ashoka en -249 commémorant la naissance du Bouddha. Le pilier porte une inscription indiquant que l'empereur est venu en visite officielle dans la vingtième année de son règne et a exempté le village de taxe (« Ici adora le roi Asoka quand il fut couronné il y a vingt ans, car ici est né le vénérable, le sage des Shakyas »). Cependant, aucune trace du site de Kapilavastu n'a été retrouvée à proximité.
À la suite de récentes découvertes, il semblerait que la situation de Kapilavastu dans l'aire de Lumbini ne soit pas correcte ; on lui préférerait le site de Maghar, où est mort Kabîr (vers 1440-1518), bouclant ainsi un cycle, dans l'Uttar Pradesh, en Inde.[réf. nécessaire]
En 2013, la mise au jour et la datation d'une structure ancienne située sous le temple Maya Devi permet de proposer une fondation du site au cours du VIe siècle av. J.-C..

### Patrimoine mondial
Le site est classé au patrimoine mondial de l'UNESCO depuis 1997. Il est également inscrit dans le programme « Routes du patrimoine mondial des sites du patrimoine bouddhiste », avec Sanchi, dans l'État du Madhya Pradesh en Inde, site bouddhique comportant différents monuments dont un grand stūpa, ainsi que le grand vihara Somapura (Somapura Mahavihara) de Paharpur, l'un des plus célèbres viharas bouddhistes, aujourd'hui au Bangladesh.

## Galerie

Plan schématique du site de Lumbini, selon le projet de Kenzô Tange.
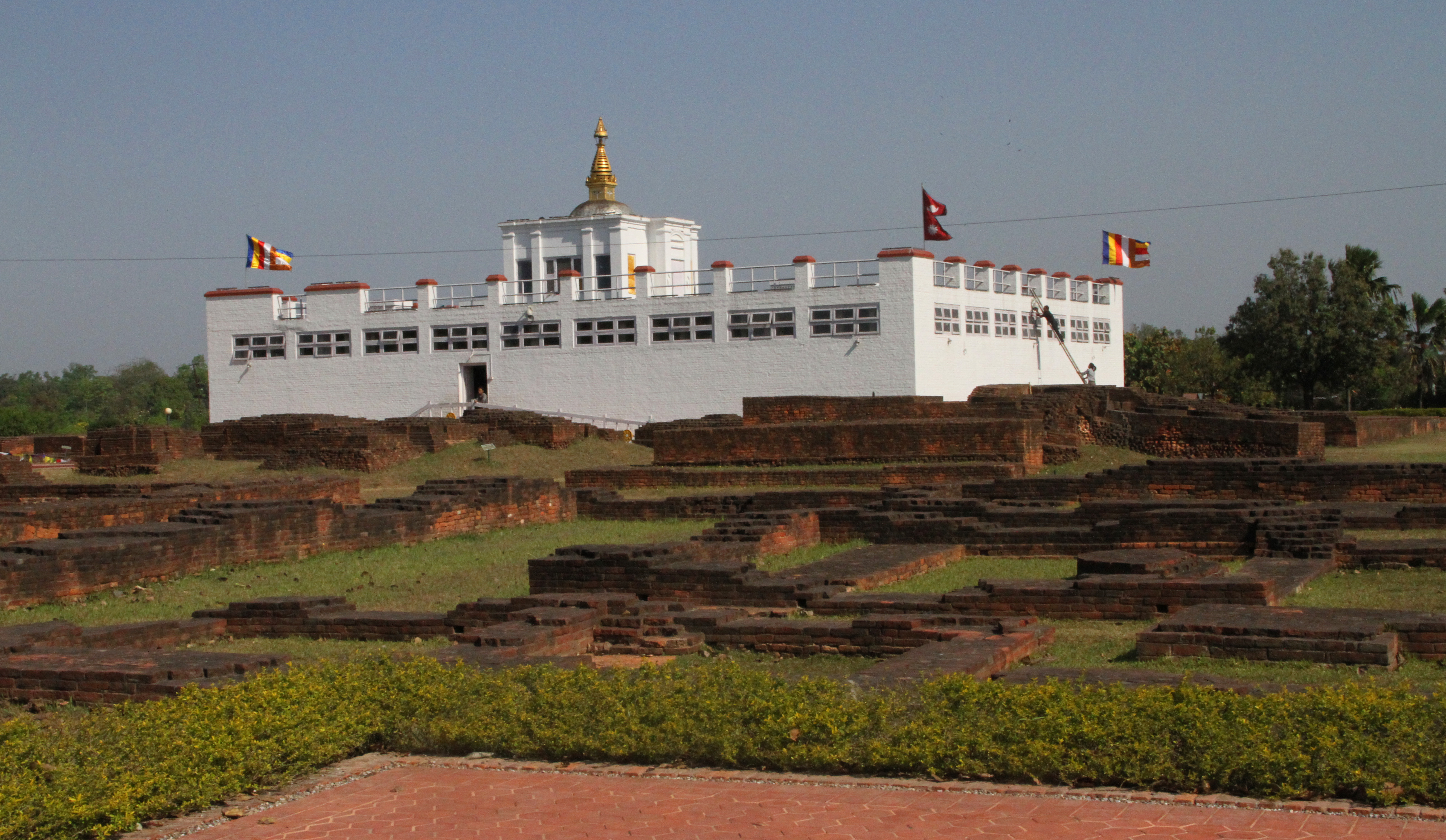
Les ruines du temples de Maya-Devi, et le nouveau temple au deuxième plan.
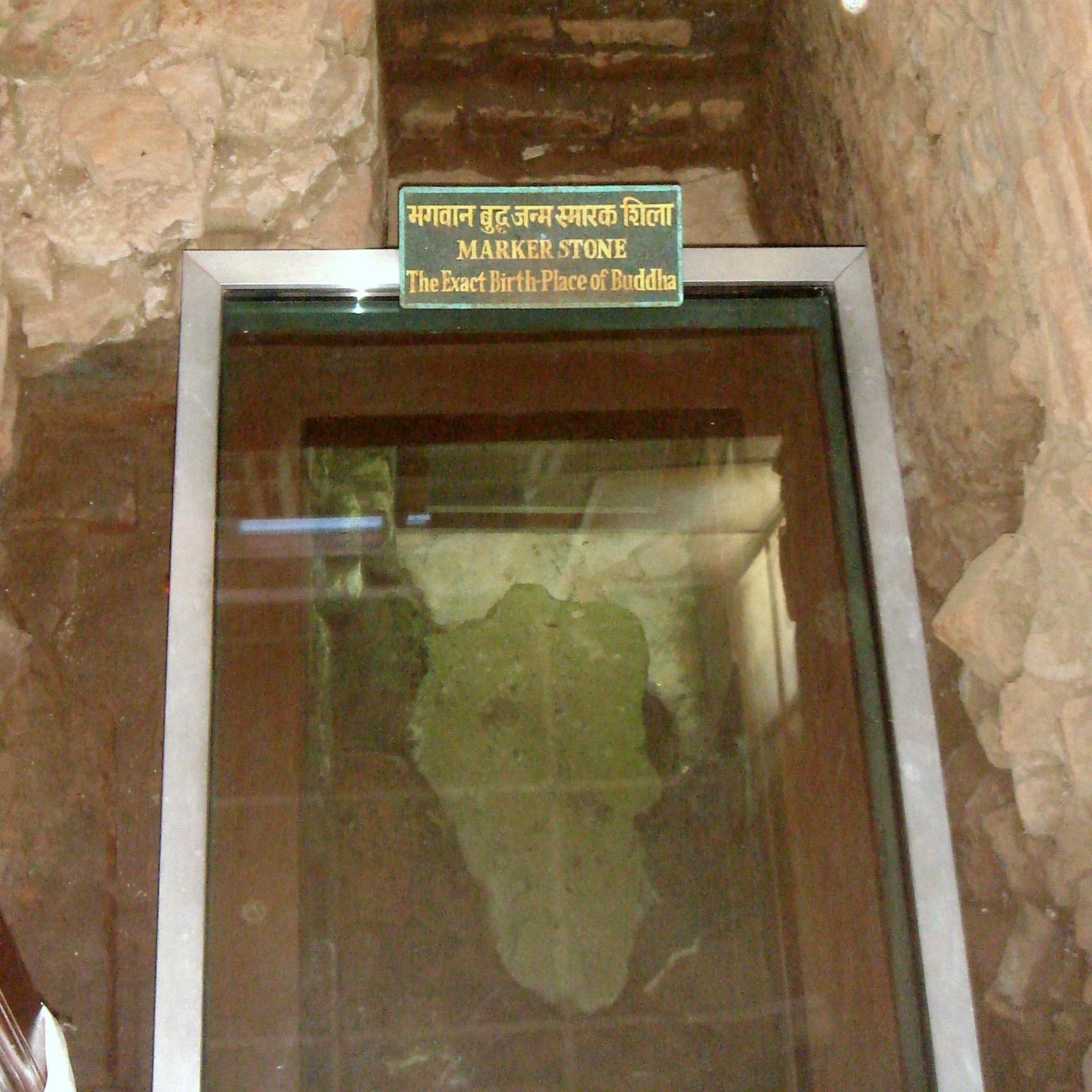
La pierre du temple Maya Devi qui marque « l'emplacement exact de la naissance du Bouddha »[8].
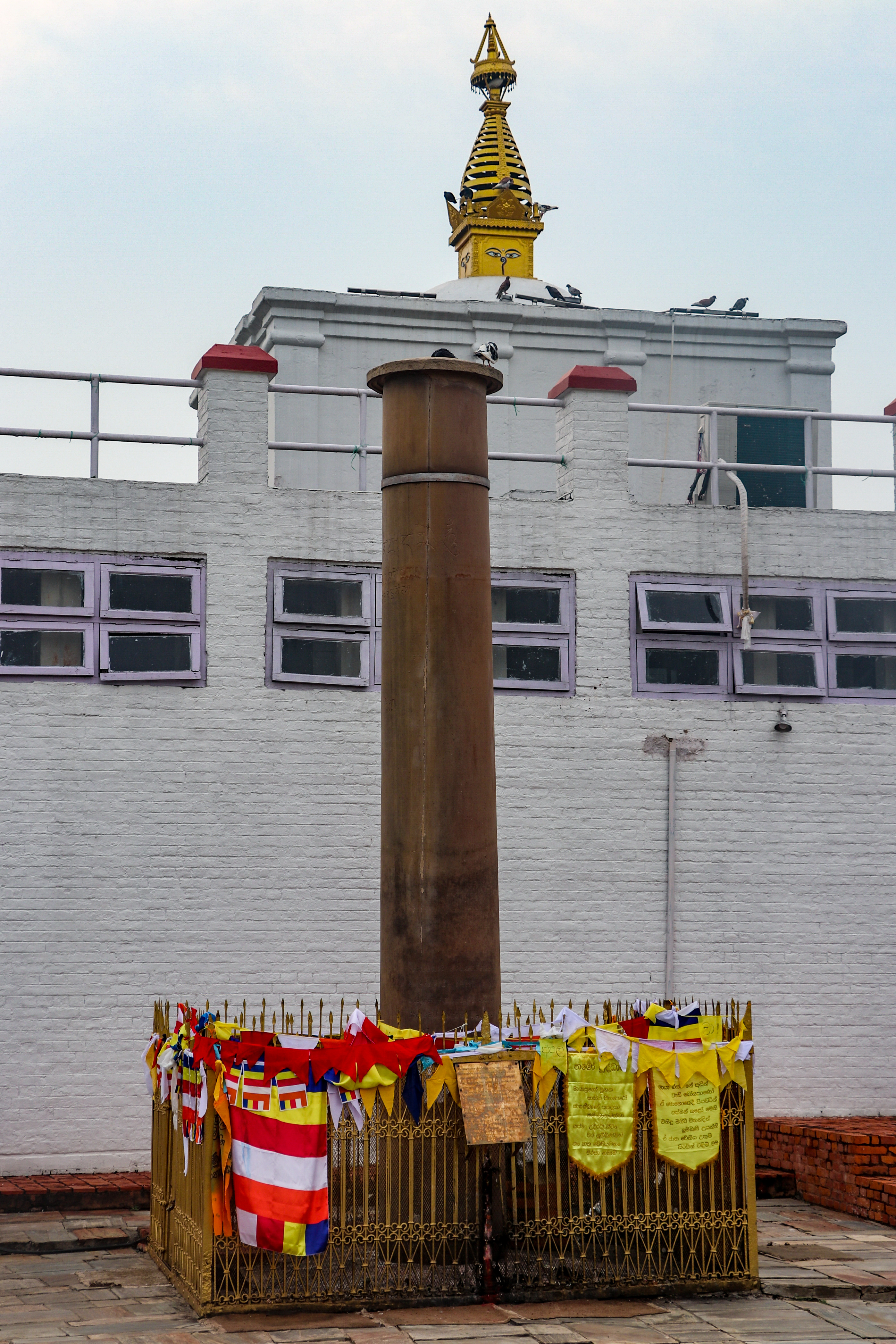
Le pilier d'Ashoka, à côté du temple de Mahâ Devi.
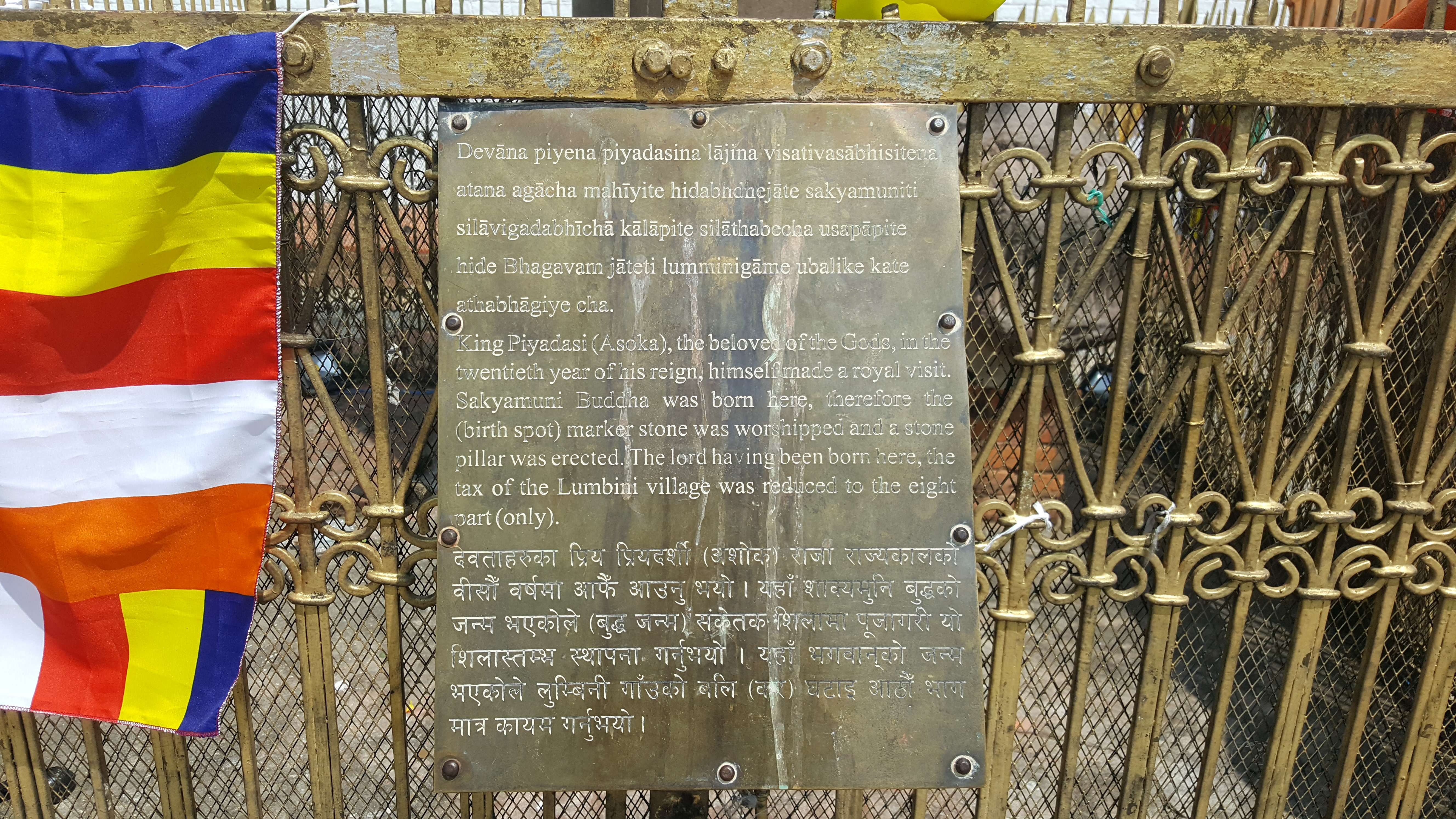
Plaque qui résume l'inscription du pilier d'Ashoka[Note 2].
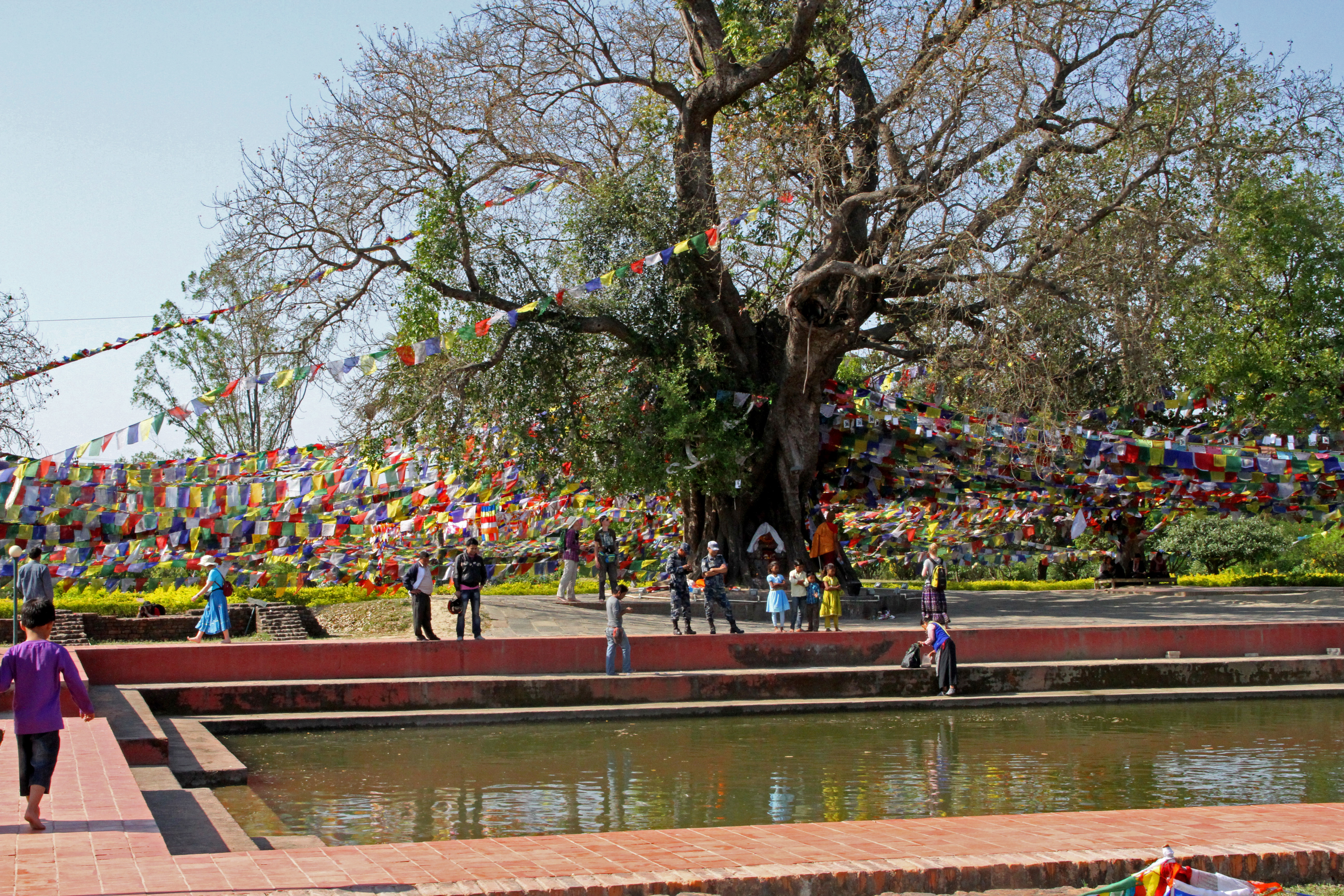
L'arbre de la bodhi.
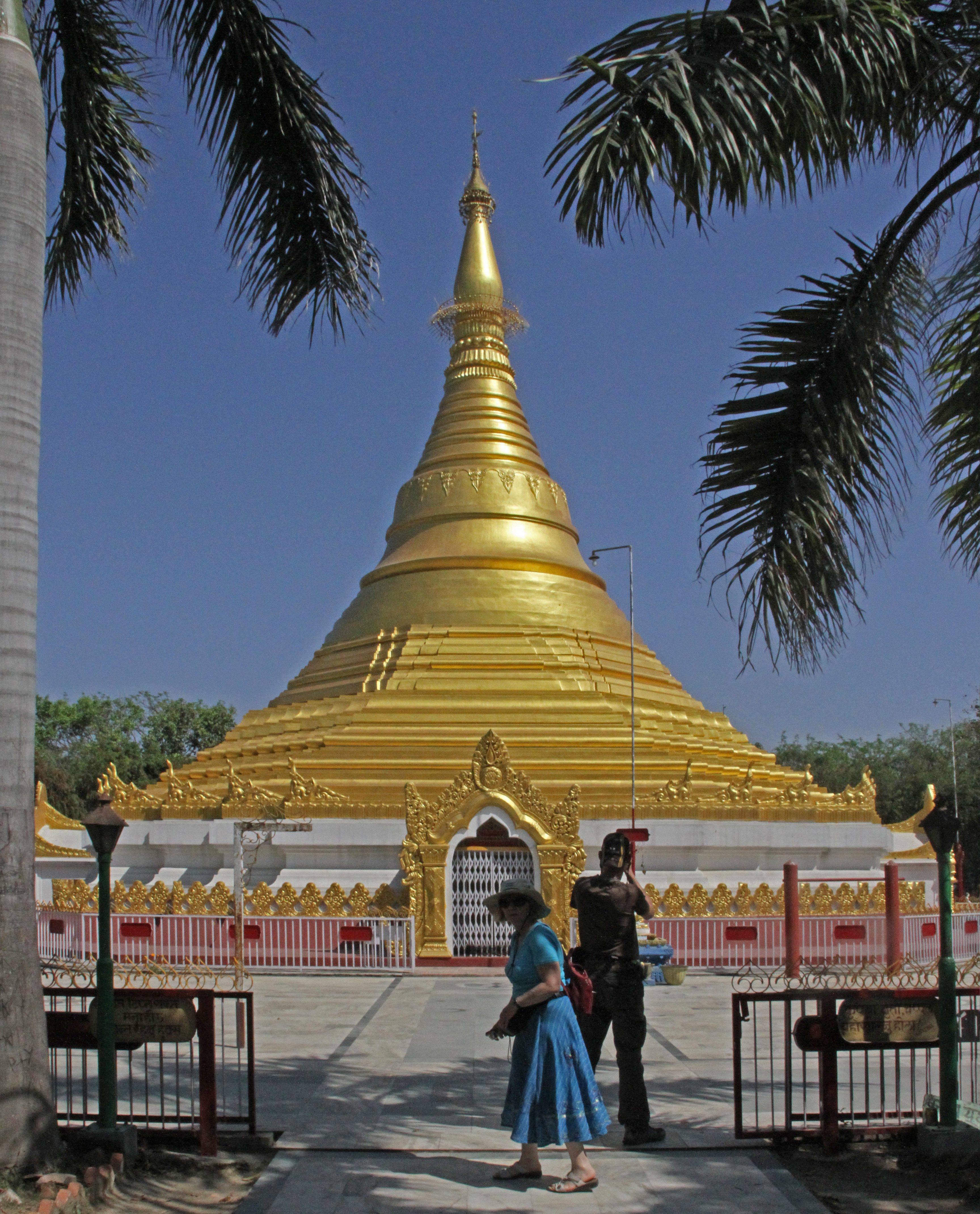
La pagode birmane de Lumbini.
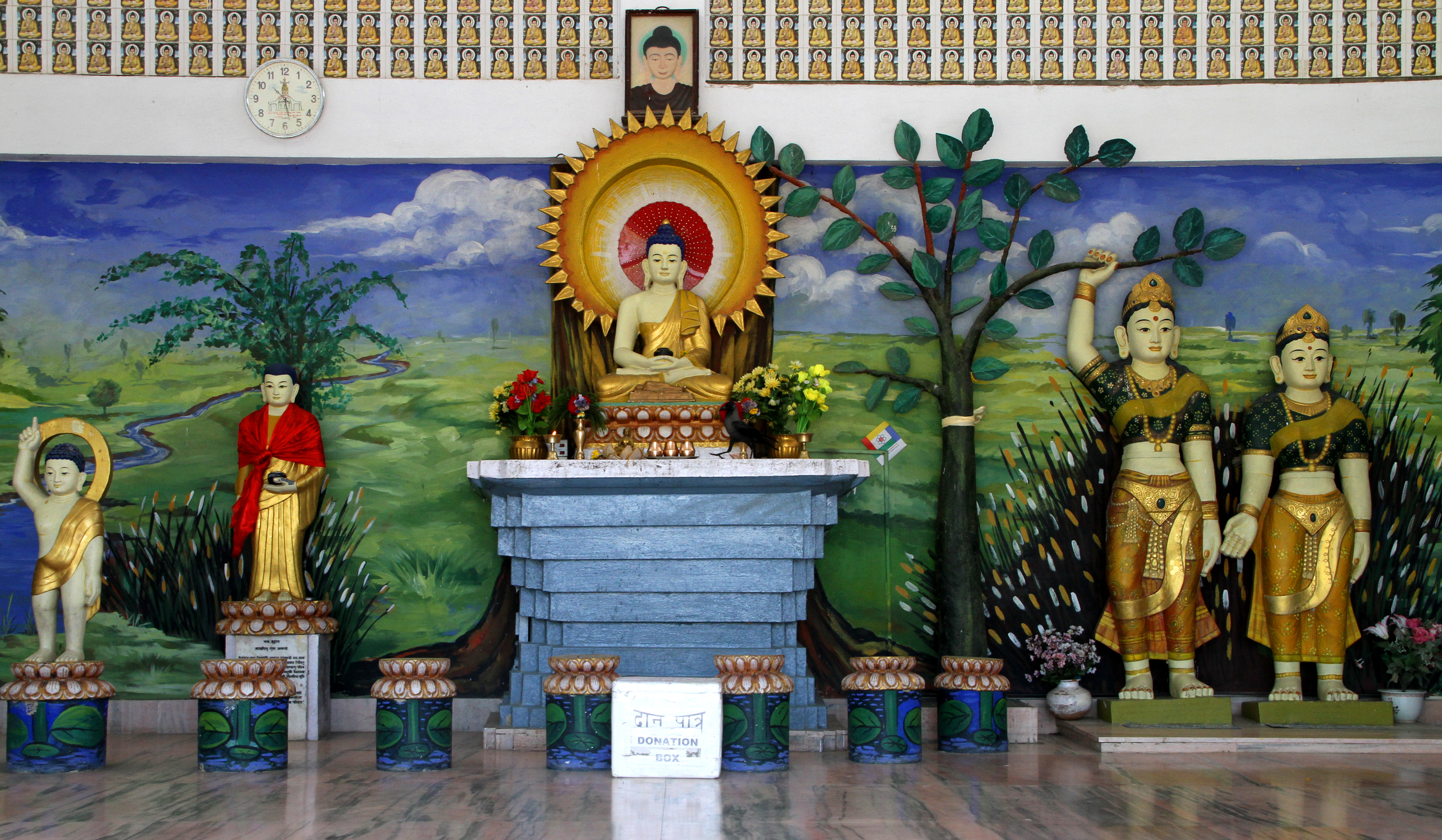
Intérieur du temple réservé aux moniales bouddhistes.
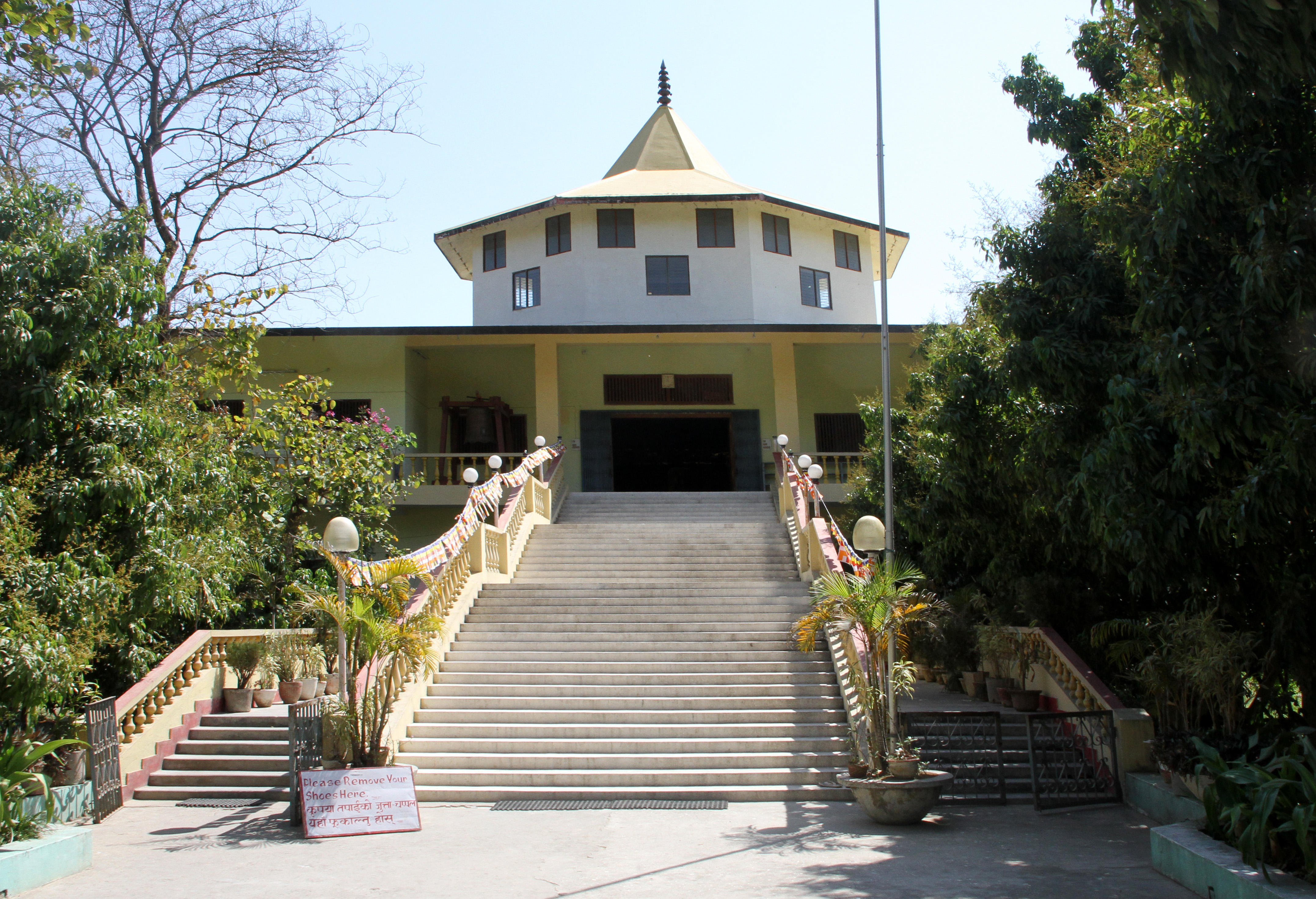
Le temple indien de Lumbini.
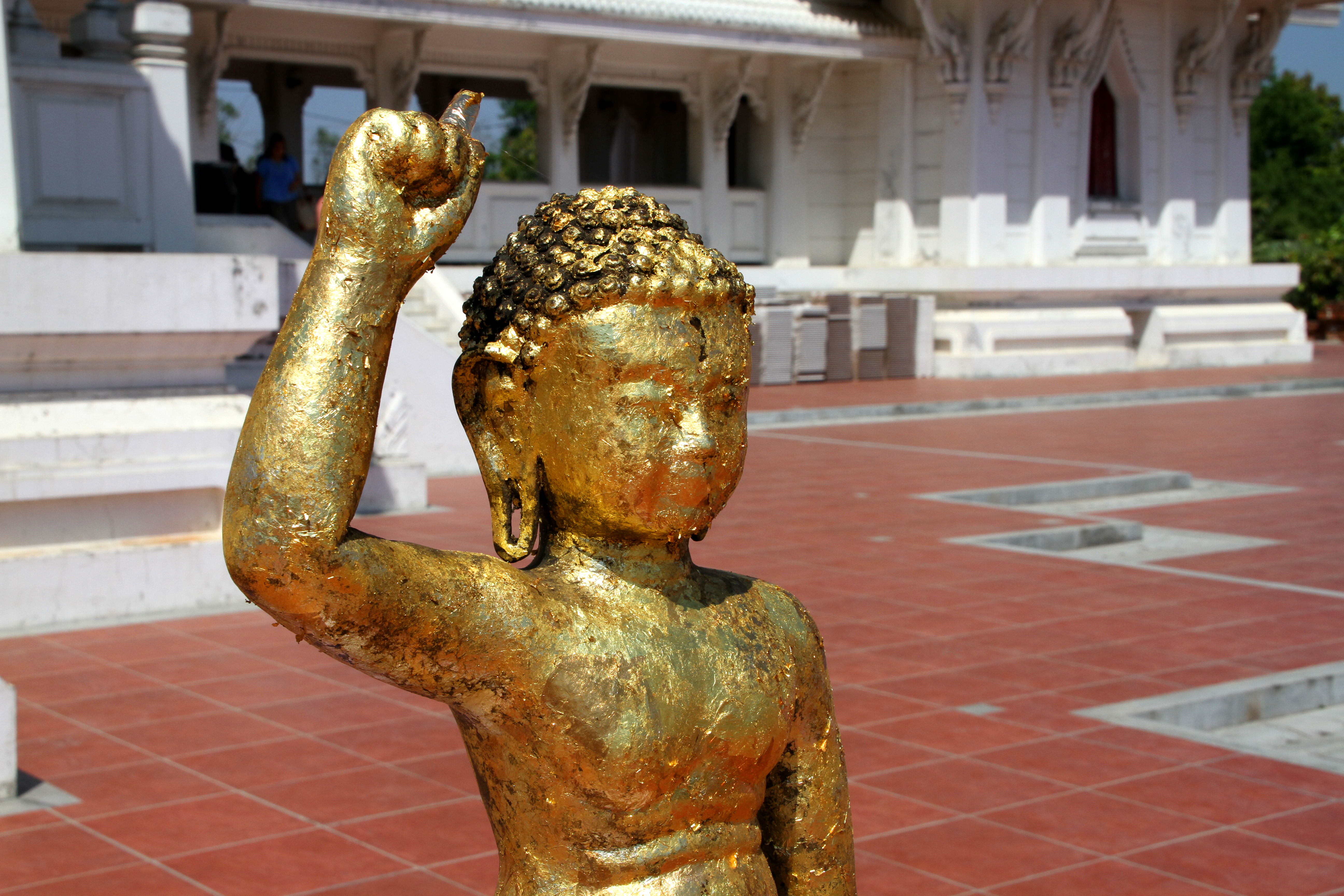
Statue du Bouddha à sa naissance, devant le temple thaïlandais.
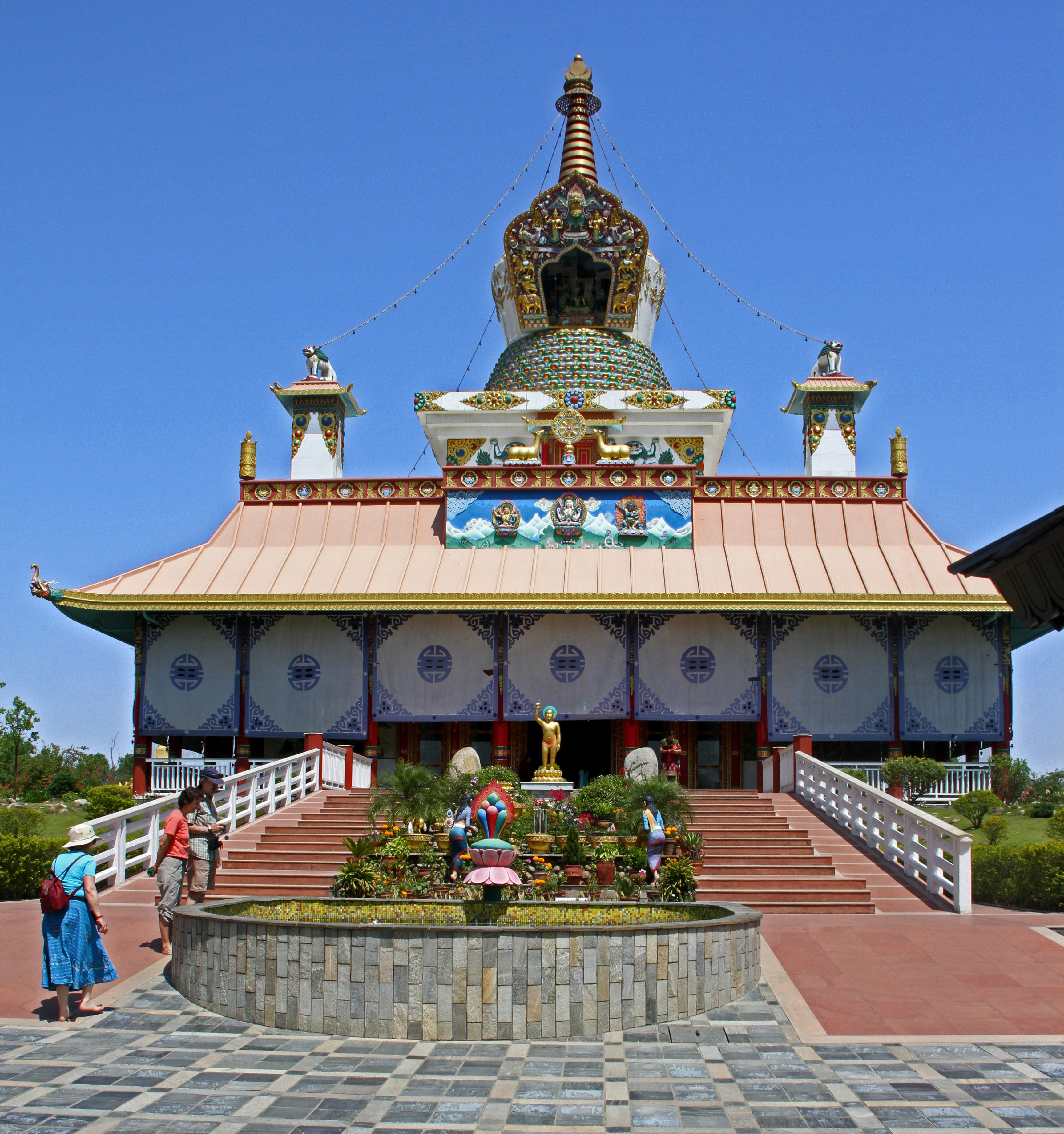
Le temple allemand à Lumbini.
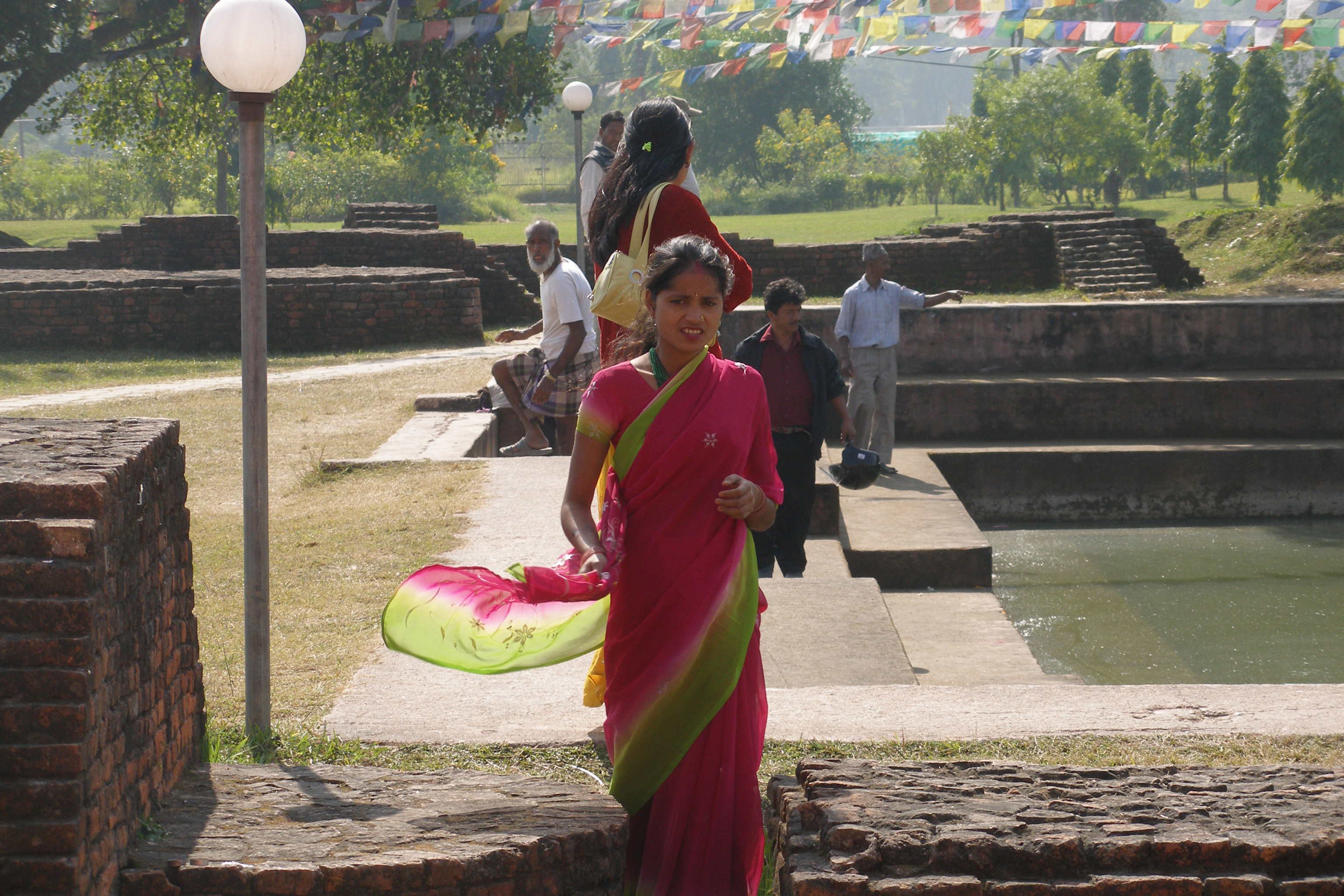
Pèlerins et visiteurs.
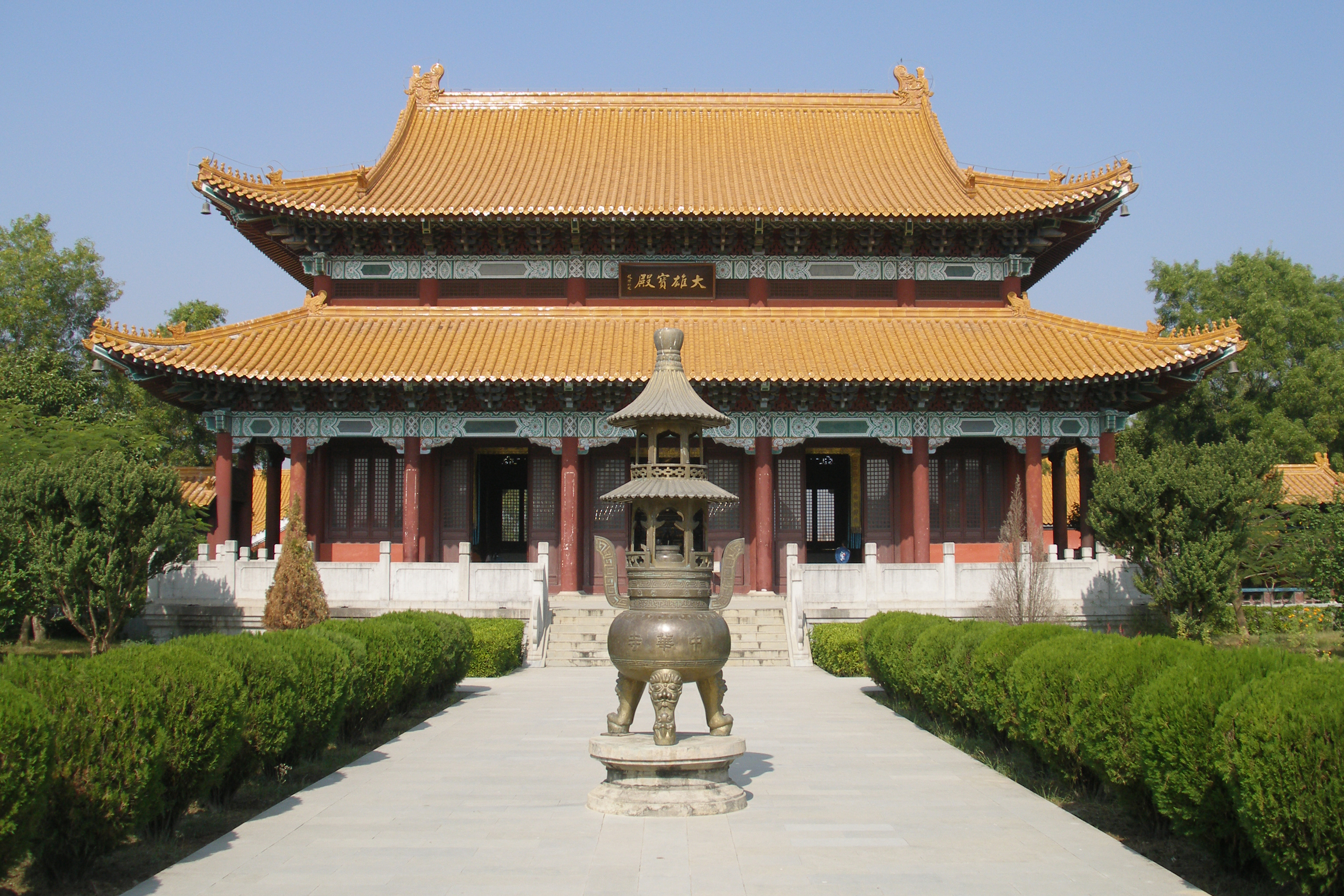
Le temple Maitreya.